# Emiliano Reali
Pour les articles homonymes, voir Reali.
Emiliano Reali (prononcé : [ɛ'mi.lja.'no rɛa.li]); né le 3 novembre 1976 à Rome, est un écrivain italien et blogueur. Certains de ses livres ont été traduits en anglais est espagnol. Il vit actuellement à Rome.

## Biographie
Né à Rome le 3 novembre 1976, il a commencé sa carrière d'écrivain en 2001 gagnant le prix littéraire Giovani parole (Jeunes Paroles) organisé par l'école Holden de Turin, avec La corda d'argento (Le cordon d'argent), puis inséré dans la collection Sul ciglio del Dirupo (Au bord de la falaise). Ses livres traitent des thématiques et des problématiques sociales : s'il s'adresse d'une façon plus délicate aux jeunes dans les fables et les romans de fantaisie, il narre la dureté et la violence  de la société contemporaine avec cruauté dans les romans et les récits .
C'est en 2004 que Reali a publié son premier roman, Ordinary, dans lequel il dénonce l'homophobie et raconte les  difficultés d'un jeune homosexuel . Le livre est devenu une pièce de théâtre  avec le " Projet Spécial  Théâtre 2007/2008" patronné par la Municipalité de Rome et de la SIAE .
En 2008, il a publié une fable illustrée pour enfants, Il cristallo del cuore (La cristal du cœur), où il affronte la question du respect de la nature et celle de l'importance d'aider son prochain. Cette œuvre, avec sa suite, La reggia di Luce (le royaume de lumière) publiée en 2009, a été adoptée comme libre et laboratoire de lecture dans plusieurs écoles élémentaires .
En 2009, il a publié son deuxième roman Se Bambi fosse trans? (Si Bambi était trans?), à thème LGBT qui traite de l'identité de genre et de l'orientation sexuelle. Ce livre qui affronte le thème de la transsexualité  a attiré l'attention de la critique  et celle de la communauté homosexuelle. L'année suivante, en 2010, il a publié deux récits dans deux anthologies: la première, Dannato (Damné), dans Controcuore et la deuxième, Laura Pausini, dans Diva Mon Amour, dont les recettes ont été donnés pour la lutte contre le SIDA.
En 2011, il publie le roman fantastique Il seme della speranza (La graine de l'espoir) qui compare le monde fantastique avec la société contemporaine, en soulignant le processus de dégénération dû au désir financier et de pouvoir . Il a écrit avec Maurizio Rigatti le sujet et le scénario du court métrage Santallegria  qui traite de la transsexualité où on trouve Serena Grandi et Monica Scattini parmi les protagonistes .
En 2012, il publie son recueil de nouvelles Sul ciglio del dirupo (Au bord de la falaise), avec une préface de Jonathan Doria Pamphilj, qui contient des histoires écrites dans une décennie qui se concentre sur l'altérité. Ce recueil a reçu le patronat  de Rome Capitale pour son intérêt social . Toujours en 2012, en considération de son engagement contre toute forme de discrimination,  il rejoint le comité d'honneur de l'association Equality Italia, fondée par Aurelio Mancuso, qui vise à devenir "la première lobby italienne concernant les droits civils".
En mai 2013, il a publié une nouvelle version de Ordinary, totalement réécrite, avec une préface de Massimo Arcangeli; cette œuvre est le premier ARBook en Italie à utiliser la réalité augmentée . Il a publié aussi de ce roman une version en bandes dessinées .
En Décembre 2014, son livre Sul ciglio del dirupo a été publié sous le titre On the edge, version anglo-italienne pour le marché américain. E.Reali a été invité à présenter ce livre à l'Université de New York et à l'Institut culturel italien de l'ambassade d'Italie à Washington DC.  En 2015, son roman Se Bambi fosse trans? il sera publié en anglais pour le marché américain.
En Novembre 2015, un nouvel éditeur - Meridiano Zero du group Odoya- republié Se Bambi fosse trans? dans une nouvelle édition et a également publié simultanément sa suite Maschio o femmina? (Homme ou femme?), et en 2017 publie le troisième livre qui ferme la trilogie de Bambi Ad ogni costo (À tout prix). 
Il conserva la colonne Nel giardino delle parole (dans le jardin des mots) du Huffington Post (édition italienne), où il raconta des livres et Il collabore avec le quotidien italien Il Mattino et Il Riformista.
En 2021 "Si Bambi était trans?" il a été publié en espagnol en Espagne, Mexique et en Argentine et en 2022 Reali publie "Bambi. Histoire d'une métamorphose", un livre bien accueilli par la critique et le public et a récemment collaboré à la série Refuge, produite par Lucky Red.
En 2024, il a collaboré à la réalisation de l'ouvrage universitaire "Manuel d'études LGBTQIA+" (Utet) en contribuant à deux modules : l'un sur la narration LGBTQIA+ et l'autre sur le journalisme LGBTQIA+. Il a ensuite publié une nouvelle dans le volume photographique "Pride" (Scripta Maneant).
Les droits d'adaptation cinématographique de "Bambi. Histoire d'une métamorphose" ont été vendus, une contribution financière a été obtenue du ministère de la Culture et un film basé sur le premier chapitre de la trilogie est en cours de réalisation.

### Romans
- Ordinary (Serarcangeli Editore, 2004)    (ISBN 88-7408-047-6)
- Se Bambi fosse trans? (Edizioni Azimut, 2009)    (ISBN 978-88-6003-098-6)
- Ordinary ARBook (Edizioni DEd'A, 2013)   (ISBN 978-88-96121-83-2)
- Se Bambi fosse trans? (Edizioni Meridiano Zero, 2015)    (ISBN 978-88-8237-345-0)
- Maschio o femmina? (Edizioni Meridiano Zero, 2015)   (ISBN 978-88-8237-346-7)
- Ad ogni costo (Edizioni Meridiano Zero, 2017)   (ISBN 978-88-8237-464-8)
- Bambi. Storia di una metamorfosi (Avagliano, 2022)   (ISBN 978-88-8309-432-3)

### Anthologies
- Dannato, in Controcuore (Edizioni Azimut, 2010)  (ISBN 978-88-6003-113-6)
- Laura Pausini, in Diva Mon Amour (Edizioni Azimut, 2010)   (ISBN 978-88-6003-123-5)

### Histoires courtes
- Sul ciglio del dirupo (Edizioni DEd'A, 2012)      (ISBN 978-88-96121-79-5)
- Pride (Scripta Maneant, 2024)                                (ISBN 979-12-80717-64-1)

### Livres pour enfants
- Il cristallo del cuore (Edizioni EdiGiò, 2008)      (ISBN 978-88-6205-133-0)
- La reggia di luce (Edizioni EdiGiò, 2009)              (ISBN 978-88-6205-030-2)
- Il seme della speranza (Diamond Editore, 2011)     (ISBN 978-88-96650-00-4)

### Graphic Novels
- Ordinary (Edizioni DEd'A, 2013)          (ISBN 978-88-96121-90-0)

### Livres bilingues
- On the edge (DeBooks, 2014)             (ISBN 978-09-90787-41-9)

### Courts métrages
- Santallegria, directed by Maurizio Rigatti (2011)

### Essais
- Manuale di studi LGBTQIA + (Utet, 2024)             (ISBN 978-88-6008-954-0)